# Vektor (groupe)
Vektor est un groupe Américain de thrash metal originaire de Tempe (Arizona).

## Historique
Le groupe a été formé en décembre 2002 par le chanteur et guitariste David DiSanto. Vektor est dévenu célèbre dans la scène Métal de Phoenix grâce à un style musical à mi-chemin entre le Metal Progressif et le Thrash Metal. La particularité du chanteur est de monter régulièrement dans les aigus. En 2006, le groupe sort une démo intitulée "Demolition", suivie de d'une seconde en 2007 : "Hunger for Violence" composée de deux morceaux.
Après quatre années de scènes locales et de nombreuses premières parties (Iced Earth, Testament…), Vektor part en tournée de décembre 2009 à janvier 2010 pour promouvoir leur premier album Black Future, sorti le 17 novembre 2009 sous le label Heavy Artillery Records. Le second album, Outer Isolation est sorti le 22 novembre 2011.
Erik Nelson, Frank Chin et Black Anderson quittent le groupe en décembre 2016, le chanteur et guitariste David DiSanto annonce qu'il continuera l'aventure.

## Tournées
En novembre 2012, Vektor a tourné avec Napalm Death, Municipal Waste et Exhumed. En juin 2013, le groupe joue pour la première fois en Europe à l'occasion du Hellfest. Il effectue sa première tournée en tête d'affiche sur le vieux continent fin 2015. Début 2016 il est invité par Voivod à ouvrir sur leur tournée américaine.

## Membres
Membres actuels
- David DiSanto – chant/guitare (2002–présent)
- Erik Nelson – guitare (2004–présent)
- Stephen Coon – guitare basse (2020–présent)
- Mike Ohlson – batterie (2020–présent)

Membres précédents
- Adam Anderson – batterie (2004–2007)
- Kian Ahmad – batterie (2007)
- Mike Tozzi – guitare basse (2006–2008)
- Frank Chin – guitare basse (2008–2016)
- Blake Anderson – batterie (2007–2016)

## Discographie
Albums studio
- 2009 - Black Future (en)
- 2011 - Outer Isolation
- 2016 - Terminal Redux

Albums live
- 2013 - Scion AV Label Showcase - Earache Records

Démos
- 2003 - Nucleus
- 2006 - Demolition (en)
- 2007 - Hunger for Violence